# Trachypteris
Trachypteris može označavati:
- Trachypteris (Plantae) André, biljni rod iz porodice Pteridaceae.
- Trachypteris (Animalia) Kirby, 1837, rod kukaca iz porodice Buprestidae.